# Лі Гоу
Лі Гоу, Лі Тай-бо або Сюй Цзян (кит. 李觏 пін. Lǐ gòu, 李泰伯 пін. Lǐtàibó або 盱江 пін. Xū jiāng) 1009—1059 — середньовічний китайський філософ, політичний мислитель, письменник, педагог, реформатор періоду династії Північна Сун (960—1127). Відомі праці «План збагачення держави, план посилення армії, план заспокоєння народу», «Судження про благопристойності» та інші. Серед великих діячів, які зазнали впливу Лі Гоу, були Ван Аньши (1021—1086) і знаменитий історик Сима Гуан (1019—1086).

## Життєпис

### Дитинство
Лі Гоу народився в повіті Цзяньчао Наньчан (нині місто Гаосі, повіт Цзисю, Фучжоу, провінція Цзянсі), жив у Вейфані, на Північній вулиці в збіднілій неродовитій сім'ї і не без гордості називав себе «простолюдином із повіту Наньчан» (кит. 南城县 пін. Nánchéng xiàn).
З дитинства віділявся розумом, допитливістю і жагою до навчання. У віці 5 років захоплювався поезією та каліграфією.
Батько Лі Гоу помер, коли йому було 14 років. Його мати займалася землеробськими роботами. Після трьох років жалоби він почав вчитися за кордоном у віці 17 років.

### Іспити
У 1034 р Лі Гоу вперше прибув в столицю імперії Кайфин, де незабаром здобув популярність як перспективний вчений.
Як і інші вчені, Лі Гоу хотів пройти іспити, влаштувати кар'єру. Після 20 року життя мав вже декілька письмових праць, його статті поступово ставали відомими, але столичний іспит у 1041 р. (м. Кайфин) для отримання наукового ступеня та права надходження на посаду знову і знову був зірваний. З тих пір він віддалився в самоту, посвятивши себе письму та догляду за матір'ю.

## Викладацька діяльність
Життя Лі Гоу була в основному засноване на викладанні. У віці 40 років державний діяч і письменник Фань Чжун'янь (кит. 范仲淹 пін. fàn zhòngyān (989—1052) рекомендував його асистентом для вищої державної конфуціанської школи Тайсюе (кит.太学 пін. tàixué). Пізніше він був тлумачем-асистентом (вчена посада при дин. Тан і Сун), тому учні називали його Лі Джидзян (кит. 李直讲 пін. lǐ zhíjiǎng) або пан Сюй Дзян (кит. 盱江先生 пін. xū jiāng xiānsheng).
На третьому році правління Цинлі (кит. 庆历 пін. qìnglì — назва правління імператора Чжао Чжена в династії Сун (1043 г.) він заснував академію Сюйцзян (кит. 盱江书院 пін. xūjiāng shūyuàn). У тому ж році академія почала функціонувати. Заклад набув визнання, його відвідували сотні молодих вчених.
Лі Гоу не брав участі у політичних баталіях 40-х років і ім'я його рідко згадується в хроніках того часу. Перебуваючи за його власним висловом «на самоті», далеко від бурхливих подій при імператорському дворі, він, тим не менш, жваво реагує на все, що відбувається у м. Кайфин. З посиленням позицій угруповання реформ і зростанням впливу на імператора Чжао Чжень в 1049 р Лі Гоу став викладачем при дворі, а в кінці життя удостоївся високого чину в привілейованому столичному навчальному закладі.

## Лі Гоу як політичний мислитель

### Трактат «План збагачення держави, план посилення армії, план заспокоєння народу»
Відомий трактат Лі Гоу «План збагачення держави, план посилення армії, план заспокоєння народу» включав в себе основні заходи по дотриманню балансу доходів і витрат держави. Він пропонував посилити землеробство, залучивши до нього бродячий люд, ремісників і торговців, давши їм землю, оскільки хлібороби є основним джерелом податків і поповнення скарбниці. Споживання по Лі Гоу повинно бути розумно обмеженим. Велика увага приділяється також регулювання цін на рівні держави.
Трактат був представлений на столичних іспитах в 1041 році. Автор викладає власний погляд на шляхи вирішення найбільш нагальних завдань того часу, досліджуючи традиції середньовічного Китаю. Припускають, що читачем його був сам син неба, тобто імператор Жень-цзун (1023—1063).
Лі Гоу починає свій план з різкої критики конфуціанських поглядів. На його думку, вони «майже завжди цінують борг-справедливість і нехтують вигодою. Нічого, крім промов про чесноти, про наставляння заради поліпшення моралі народу, не виходить з їх уст».
Насправді ж його мислення залишається цілком конфуціанским, оскільки Лі Гоу пише: «Якщо ж дотримуватися ритуалу, правління стає успішним, затверджується людинолюбство, досягається велич».
Для Лі Гоу, як і для Конфуція, характерний ритуал над реальним життям. Однак він підходить до питання зміцнення держави як прагматик (хоча і консервативний), а не мораліст (на відміну від Конфуція). Говорячи про пріоритети політичного процесу, Лі Гоу вказує: «Перша справа — продовольство, друге — цінності». І далі: «… основне в управлінні державою — використання коштів». Збагачення держави автор розглядає не як самоціль, а як засіб зміцнення обороноздатності країни: "… збагачення держави не в тому, щоб вести мізерні підрахунки, дошукуючись до дрібниць, надмірно стягувати з народу, порушуючи тим самим його невдоволення, а в тому, щоб посилити основне заняття і знати міру у витратах і споживанні, з тим щоб в низах не відчували потреби, а в верхах був би достаток ".
Під «основним заняттям» автор плану має на увазі сільське господарство. Лі Гоу є послідовником поглядів Шан Яна, який вважав за потрібне для народу лише два заняття — війну і сільське господарство. Як і Шан Ян, Лі Гоу стверджує, що хороше управління — це «достаток засобів і чіткість покарань».
Лі Гоу закликає до максимальної ощадливості, яку повинен дотримуватися навіть сам імператор. Однак в той же час він позитивно відгукується про діяльність ханьских імператорів Вень-ді і Цзін-ді, що знизили податки і витрати на утримання імператорського двору: «… якщо щодня все більше урізувати податки за прикладом Вень-ді і Цзін-ді, то це буде велике щастя для Піднебесної».
Головною бідою країни Лі Гоу вважає те, що "… сили землі не використовуються сповна, а земля не розчиняються "6. Як необхідний захід він пропонує " найкраще почати з заходів по придушенню тих, хто зайнятий другорядним завданням, з тим, щоб завдати удару бродячому люду.
Лі Гоу не є прихильником зрівняльного переділу землі: "Якщо ті, хто в безвихідному становищі, стануть орендарями у багатих будинків, то чим більше багаті будинки наймуть їх, тим більше оброблятиметься земля. А в такому випадку землю можна використовувати сповна. Після цього не слід обмежувати нормою тих, хто, захопивши землі понад норму, в розорює її ".
Лі Гоу вимагає встановити норми споживання для кожного стану: "Що стосується споживання дорогоцінних металів в верхах і низах, то їх кількість повинна відповідати рангу. Простолюдинам і підлим заборонити перевищення дозволеного. Народ не має купувати шовкові тканини, і він не повинен допускати зловживань в одязі ". Безсумнівно, подібні заходи можуть привести до зниження попиту і скорочення виробництва, але Лі Гоу це не лякає. Вороги держави — «ті, хто зайнятий другорядним завданням — ремісники і торговці».
Він вимагає "відновити скромність і заборонити марнотратство. Якщо скромність буде відновлена, товари знизяться в ціні. Якщо усунути марнотратство, споживання обмежиться, вигода буде мізерною, і товари не почнуть збуватися, тоді можливо припинити торгівлю і ремесло і звернути торговців і ремісників до землеробства "8. Але далі Лі Гоу пише: «.. .нине найкраще дозволити всім вести торгівлю, скарбниці ж не слід торгувати … Коли торговців багато, надходження від податків великі». Лі Гоу виступає як представник історично приреченого шару дрібних феодалів, гостро зацікавлених в дешевій робочій силі, низьких цінах на продукцію ремісничого виробництва і в той же час в збереженні станових перегородок і в захисті від сваволі великих феодалів і чиновництва.